# Microstigmata ukhahlamba
Microstigmata ukhahlamba är en spindelart som beskrevs av Griswold 1985. Microstigmata ukhahlamba ingår i släktet Microstigmata och familjen Microstigmatidae. Inga underarter finns listade i Catalogue of Life.